# Tyranneau minute
Ornithion inerme
Espèce
Synonymes
- Ornithion fasciatus (Carriker, 1934)[2]

Statut de conservation UICN

 LC  : Préoccupation mineure
Le Tyranneau minute (Ornithion inerme) est une espèce de passereaux de la famille des Tyrannidae.

## Distribution
Cet oiseau vit dans une zone allant du Sud du Venezuela aux Guyanes, au Nord de la Bolivie et au Brésil (centre et Amazonie),,.